# フリードリヒ3世 (ヘッセン＝ホンブルク方伯)
フリードリヒ3世ヤーコプ（ドイツ語：Friedrich III. Jacob, 1673年5月19日 - 1746年6月8日）は、ヘッセン＝ホンブルク方伯（在位：1708年 - 1746年）。

## 生涯
フリードリヒ3世はヘッセン＝ホンブルク方伯フリードリヒ2世と、クールラント公ヤーコプ・ケトラーの娘ルイーゼ・エリーザベトの息子である。父フリードリヒ2世がブランデンブルク軍の司令官を務めていたベルリンにおいて、文化的および精神的に進歩的な選帝侯の宮廷で教育を受けた。
1687年に堅信礼を受けた後、フリードリヒ3世はヴォルフェンビュッテルの騎士学校に入り、その後、ヴュルテンベルクで騎兵連隊に入隊した。1690年にオランダ軍の大尉、1692年にはフローニンゲン騎兵連隊の大佐となった。 1701年に准将、1704年に少将、そして1704年8月13日のブレンハイムの戦いの後に中将に昇進した。ユトレヒト条約までオランダ軍に留まり、その後バート・ホンブルクで領地の統治をおこなった。
フリードリヒ3世は、オランダに滞在していた間、領土の管理にあまり関与できなかった。ただ、1721年にホンブルグの孤児院を設立し、これは現在も「Landgräfliche Stiftung（方伯財団）」として現存している。財団に関する記録は、2010年8月にバート・ホンブルク市の保管庫に移された。
フリードリヒ3世の寛容な宗教政策により、クリストフ・シュッツの著書『Ein Geistlicher Würtz-Kräuter und Blumen-Garten oder des Universal-Gesang-Buchs（宗教的なハーブと花の庭、あるいは普遍的な歌の本）』のホンブルクにおける出版が許可された。
ヘッセン＝ホンブルクの公的債務が大幅に増大したため、フリードリヒ3世は1738年に帝国の負債委員会（Debitkommission）により再びオランダで働くことを余儀なくされた。リエージュの総督となり、1741年からはブレダの総督を務めた。1742年には騎兵隊の将軍に昇進した。
フリードリヒ3世はスヘルトーヘンボスの知事であった1746年に死去し、バート・ホンブルク城の地下室に埋葬された。息子らはみなフリードリヒ3世より先に死去していたため、弟カジミール・ヴィルヘルムの息子フリードリヒ4世がヘッセン＝ホンブルク方伯位を継承した。

## 結婚と子女
1700年2月14日にブッツバッハにおいて、ヘッセン＝ダルムシュタット方伯ルートヴィヒ6世の娘エリーザベト・ドロテアと結婚し、以下の子女をもうけた。
- 女子（1700年11月27日） - 死産
- フリーデリケ・ドロテア・ゾフィー・エルネスティーネ（1701年9月29日 - 1704年3月11日）
- フリードリヒ・ヴィルヘルム・ルートヴィヒ（1702年11月1日 - 1703年8月19日）
- ルイーゼ・ヴィルヘルミーネ・エレオノーレ・フランツィスカ（1703年12月2日 - 1704年8月20日）
- ルートヴィヒ・グルーノ（1705年 - 1745年） - ロシア帝国元帥
- ヨハン・カール（1706年8月24日 - 1728年5月10日）
- エルネスティーネ・ルイーゼ・ドロテア・シャルロッテ（1707年1月29日 - 1707年12月19日）
- 男子（1713年2月17日） - 死産
- 子（1716年?） - 死産
- フリードリヒ・ウルリヒ・ルートヴィヒ（1721年9月2日 - 1721年11月16日）

1708年10月17日にザールブリュッケンにおいて、ナッサウ＝ザールブリュッケン伯カール・ルートヴィヒの未亡人クリスティアーネ・シャルロッテ・フォン・ナッサウ＝オットヴァイラーと結婚した。この結婚では子供は生まれなかった。